# Северная Шоа (Амхара)
Северная Шоа — зона в регионе Амхара, Эфиопия.

## География
Площадь зоны составляет 15 936,13 км².

## Население
По данным Центрального статистического агентства Эфиопии на 2007 год население зоны составляет 1 837 490 человек, из них 928 694 мужчины и 908 796 женщин. Прирост населения по сравнению с данными переписи 1994 года составил 17,72 %. Плотность населения — 115,30 чел/км². Основная этническая группа — амхара, она составляет 95,73 % населения, оромо составляют 2,14 % и аргобба — 1,71 %; оставшиеся 0,42 % представлены другими народностями. 96,97 % жителей зоны считают родным языком амхарский язык и 2,32 % — язык оромо. 94,71 % населения являются приверженцами эфиопской православной церкви и 4,91 % населения исповедуют ислам.
По данным прошлой переписи 1994 года население зоны насчитывало 1 560 916 человек, из них 784 207 мужчин и 776 709 женщин. 93,87 % населения составляли амхара, 4,24 % — оромо и 1,73 % — аргобба; оставшиеся 0,13 % были представлены другими этническими группами. 95,44 % жителей зоны считали родным языком амхарский, 4,38 % — язык оромо; остальные 0,18 % населения назвали другие языки в качестве родного. 94,56 % населения были приверженцами эфиопской православной церкви и 5,26 % населения являлись мусульманами.

## Административное деление
В административном отношении подразделяется на 17 районов (ворэд).